# Четвърта артилерийска бригада (1998 – 2008)
 Тази статия е за бригадата в периода (1998 – 2008).  За бригадата от Първата световна война вижте Четвърта артилерийска бригада.  
Четвърта артилерийска бригада е бившо военно формирование на българската армия.

## История
Създадена е със заповед №ОХ-00515 от 7 юли 1998 г. на министъра на отбраната, като от 1 септември 1998 г. четвърти армейски артилерийски полк преминава на бригадна организация и съгласно това се образува четвърта реактивна бригада. Първи командир на бригадата е полковник Ангел Златилов. Подразделенията на бригадата участват в множество български и чужди учения като „Есен 1999“, „Планински страж 2002“, „Есен 2003“, Cooperative dragon 2000 в Албания, Allied Effort и Baltic confidence в Полша и други. От 1 октомври 2000 г. носи името четвърта смесена артилерийски бригада. На следващата година е преименувана на четвърта артилерийски бригада. Частите на бригадата участват и в задгранични мисии на Европейския съюз и НАТО. От октомври 2007 г. пета и шеста лекопехотни роти от бригадата участват като охрана на база „Бутмир“ в Сараево в мисията на ЕС „Алтеа“. От 1 юни 2008 г. бригадата е трансформирана в четвърти артилерийски полк.

## Наименования
- Четвърта реактивна бригада (1998 – 2000)
- Четвърта смесена артилерийска бригада (2000 – 2001)
- Четвърта артилерийска бригада (2001 – 2008)

## Командири
- Полковник Ангел Златилов (7 юли 1998 – 14 юни 2002)
- Бригаден генерал Ангел Главев (14 юни 2002 – 1 юни 2008)